# Tripneustes gratilla
Oursin bonnet de prêtre, Oursin mitre, Oursin collecteur
Espèce
L’oursin bonnet de prêtre (Tripneustes gratilla) est une espèce d'oursin régulier tropical de la famille des Toxopneustidae, caractérisé par des épines courtes réparties en bandes étroites. C'est un oursin venimeux.

## Description

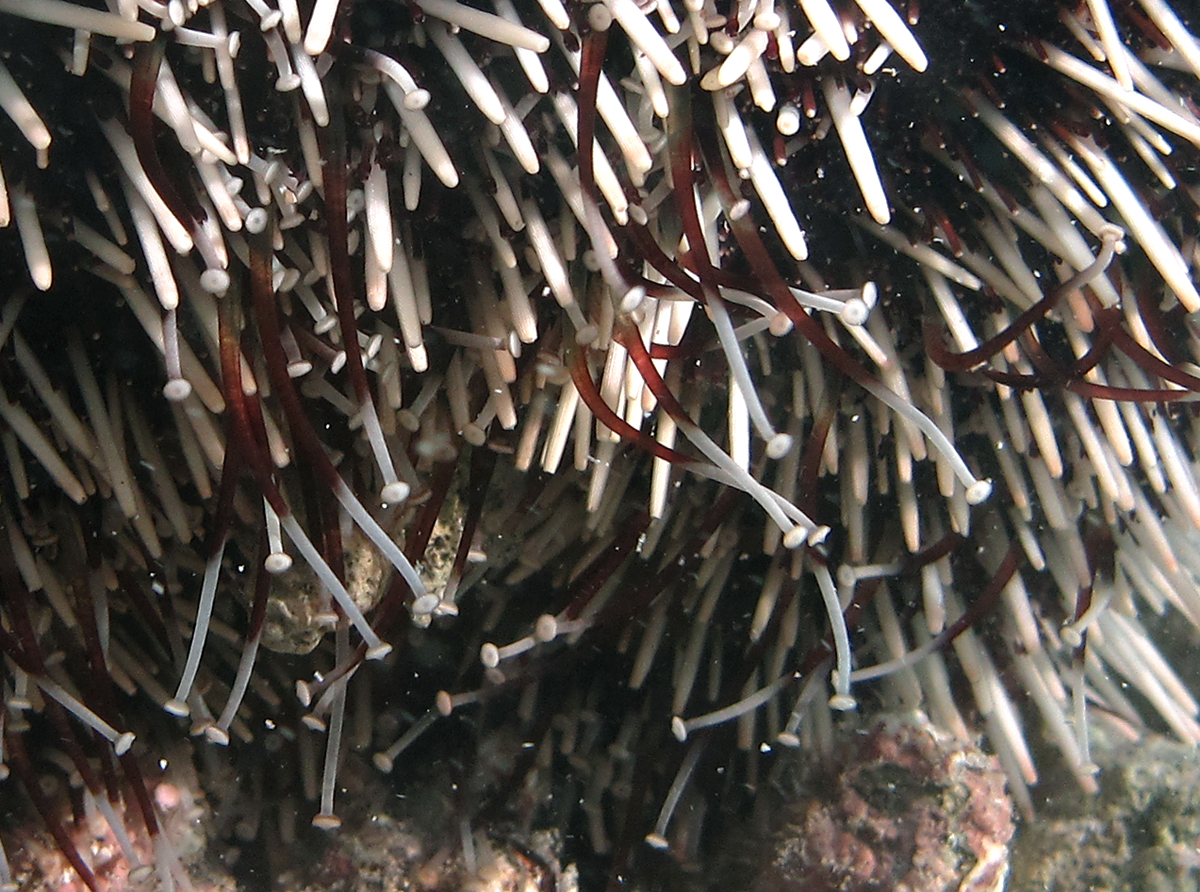
Gros plan sur les radioles et les podia d'un individu réunionnais.

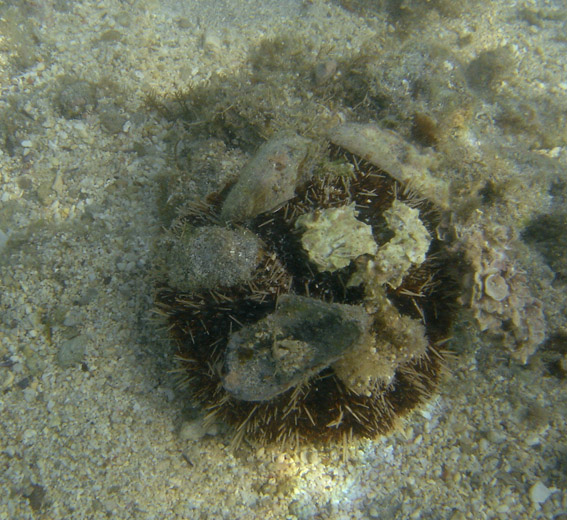
Un oursin collecteur couvert de débris.

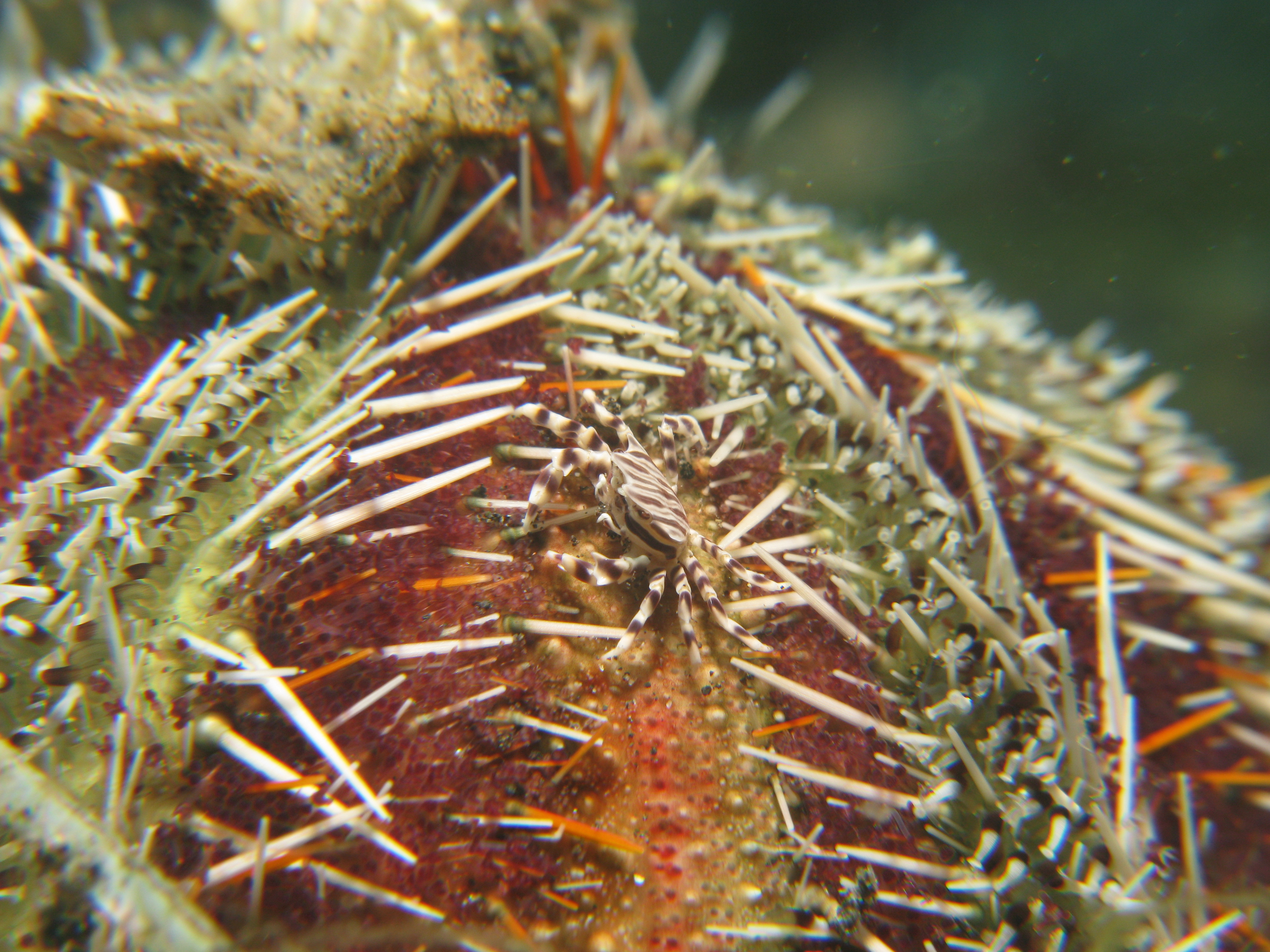
le crabe symbiote Zebrida adamsii sur un oursin collecteur.

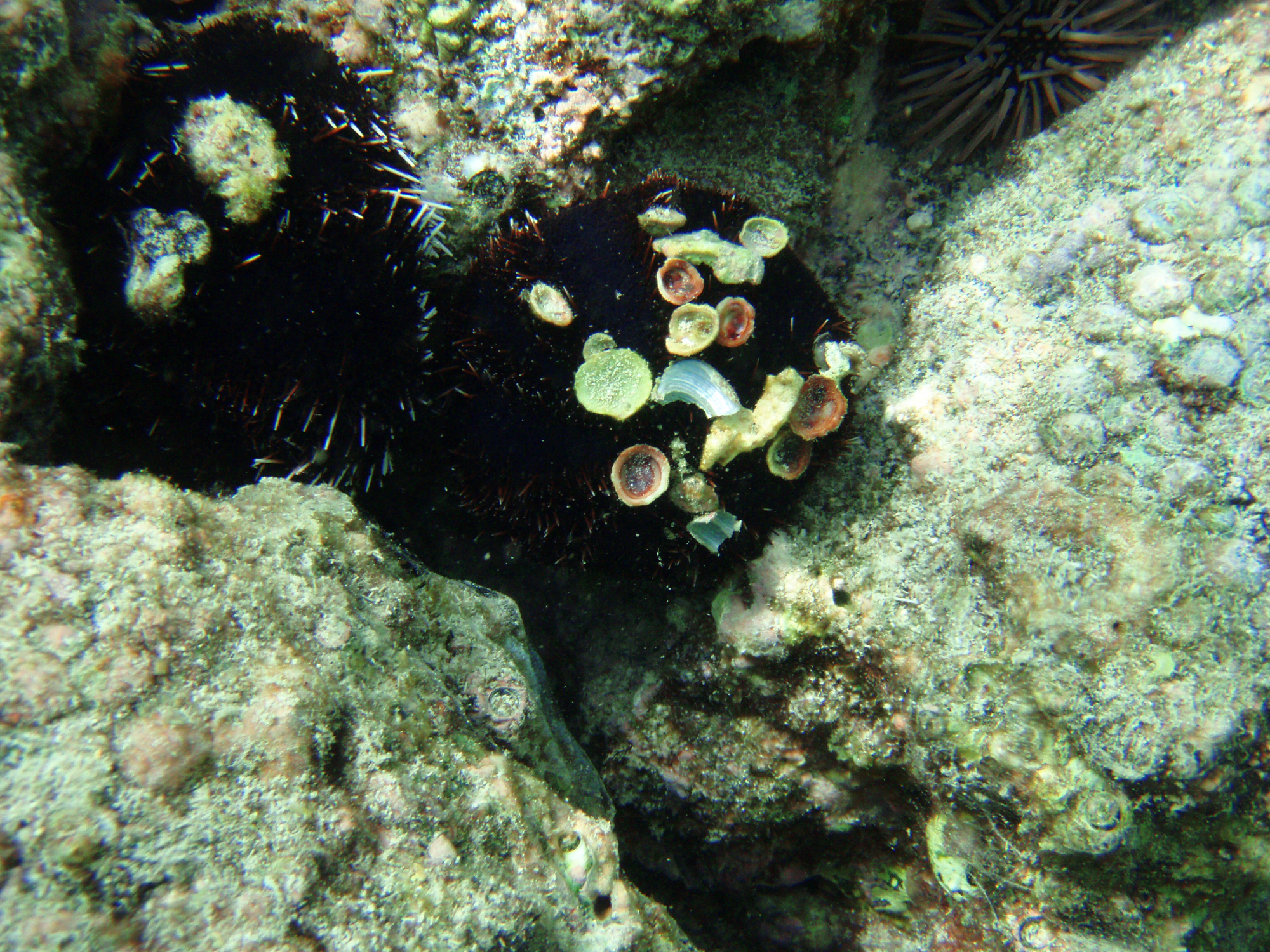
A Hawaii.

C'est un oursin régulier de forme presque sphérique, dont le diamètre peut aller jusqu'à 15 cm. Les épines (« radioles ») sont fines et assez courtes, n'excédant pas 2 cm, avec la base brune et la pointe d'un blanc plus ou moins sale (la répartition de ces couleurs sur le long des radioles étant variable, et une partie des piquants peuvent aussi adopter une coloration alternative, plus vive, notamment orangée). Ces radioles sont disposées en cinq fois deux bandes, bien délimitées, qui alternent avec dix larges bandes sans radioles (appelées aires ambulacraires), généralement sombres, souvent noires mais parfois colorées (vert, bleu, brun, violet ou pourpre), et d'aspect velouté. Cet aspect est dû au fait que la coquille (appelée « test ») est recouverte d'une grande densité de pédicellaires venimeux, les bandes garnies d'épines étant pour leur part équipées de longs podia plus ou moins colorés et à extrémité blanche, dont il se sert pour se fixer, se déplacer mais aussi se couvrir de morceaux de débris, qui lui servent de camouflage ou de protection. La largeur relative de ces deux types de zones est très variables, et certains spécimens sont presque intégralement couverts de piquants quand d'autres en sont presque totalement dépourvus. 

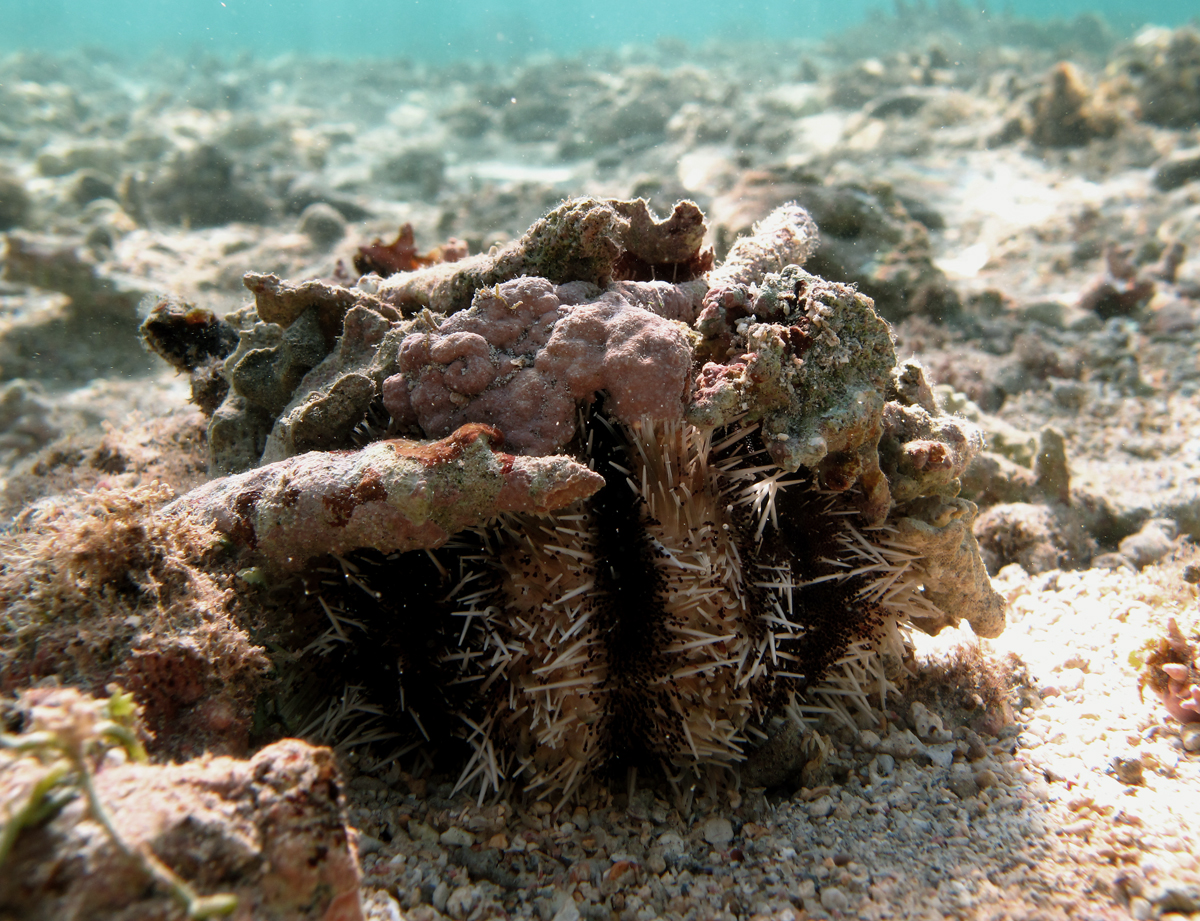
Tripneustes gratilla se recouvrant de débris à La Réunion.
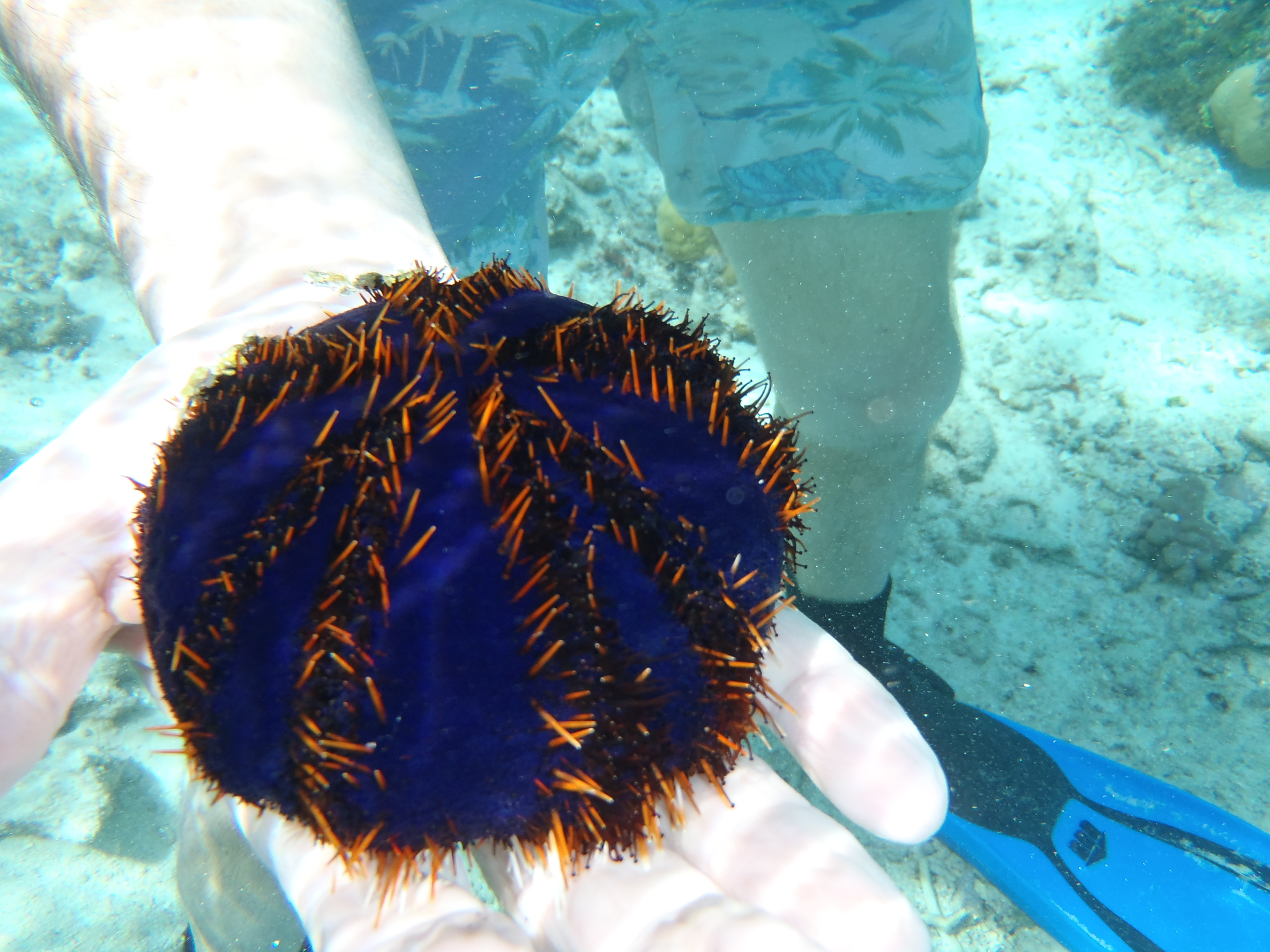
Individu coloré du Pacifique.
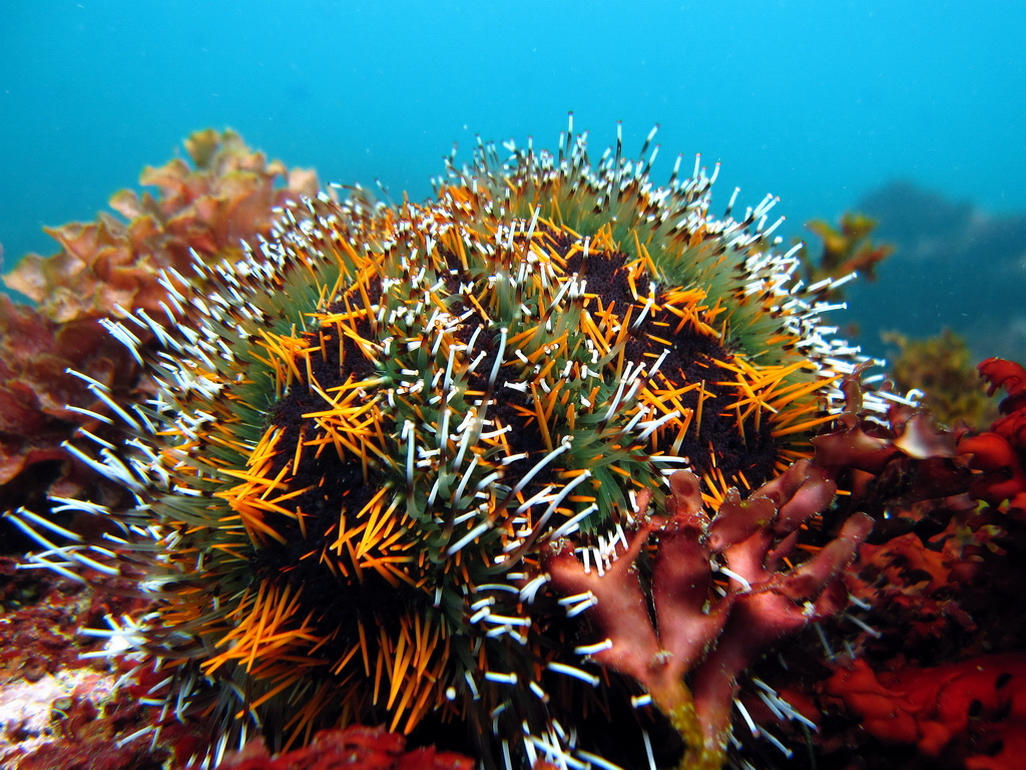
Un individu très coloré à Taiwan.
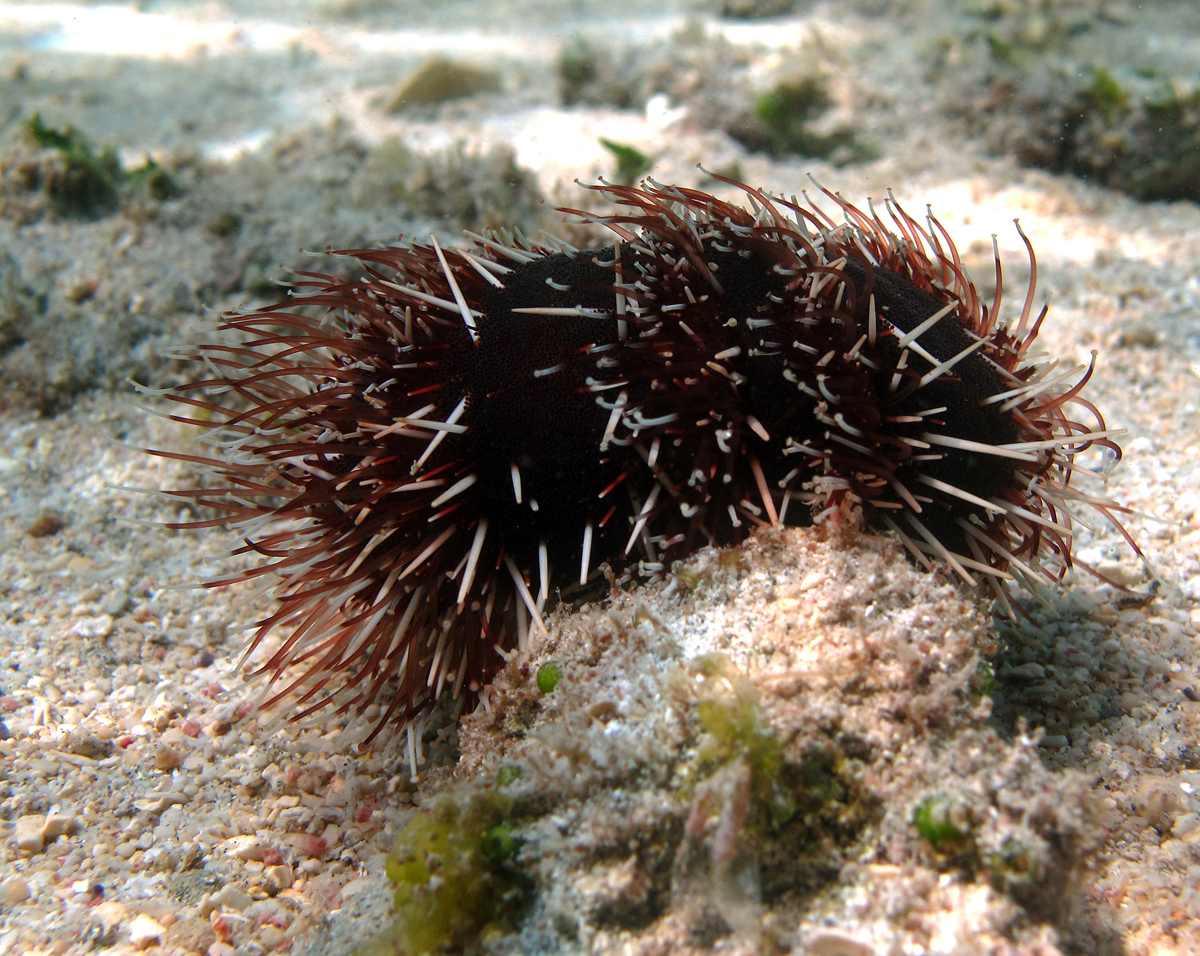
Les longs podia de cet oursin sont très visibles.
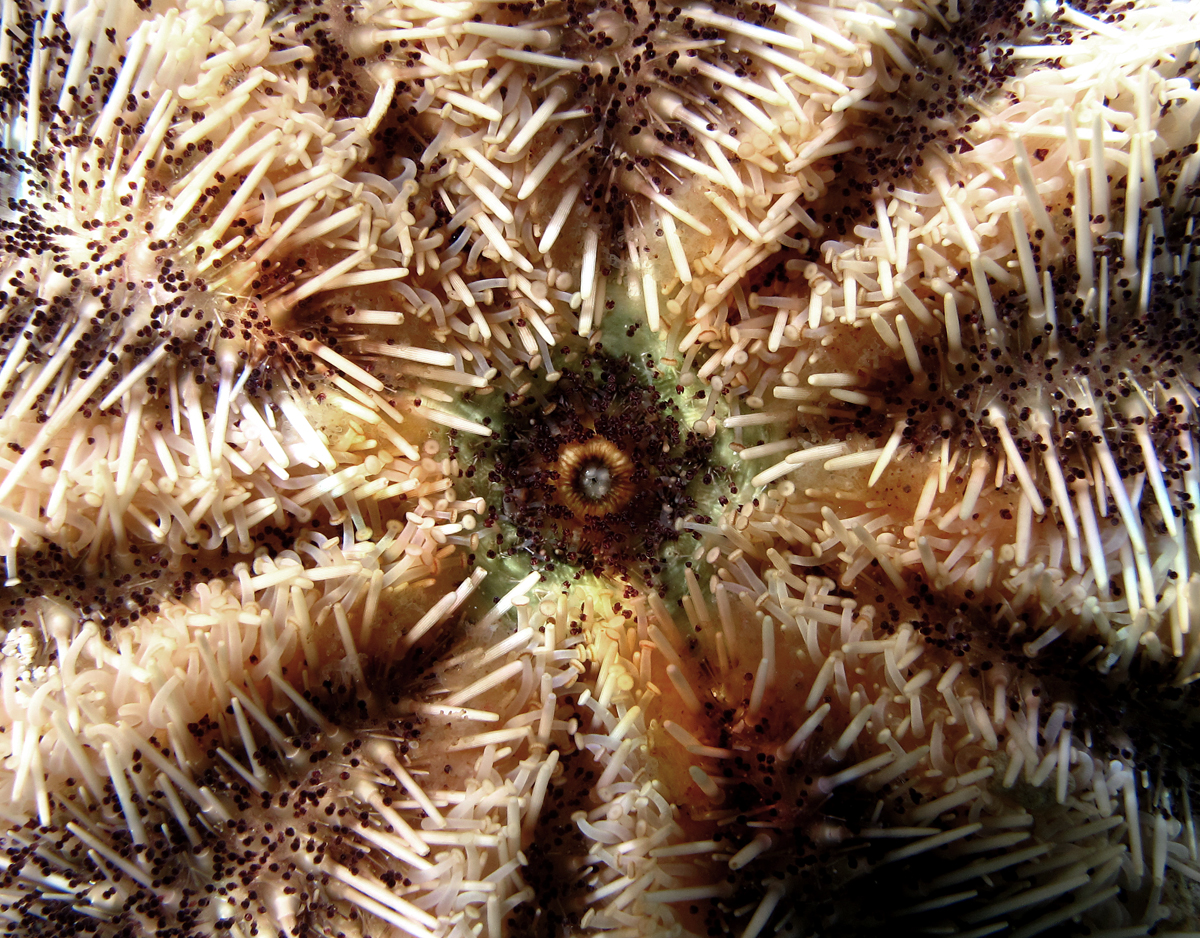
Face orale. La symétrie bi-pentaradiale est clairement visible.

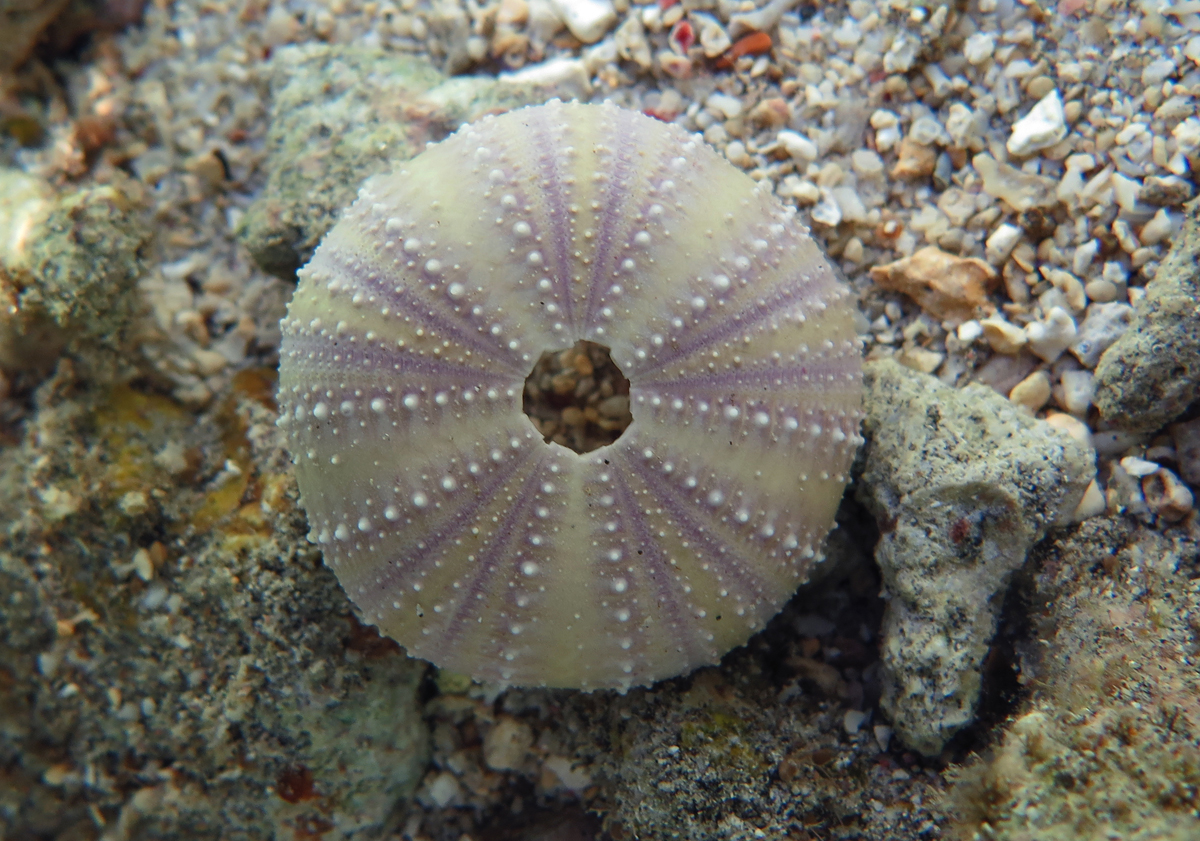
Face aborale (supérieure) d'un test de T. gratilla
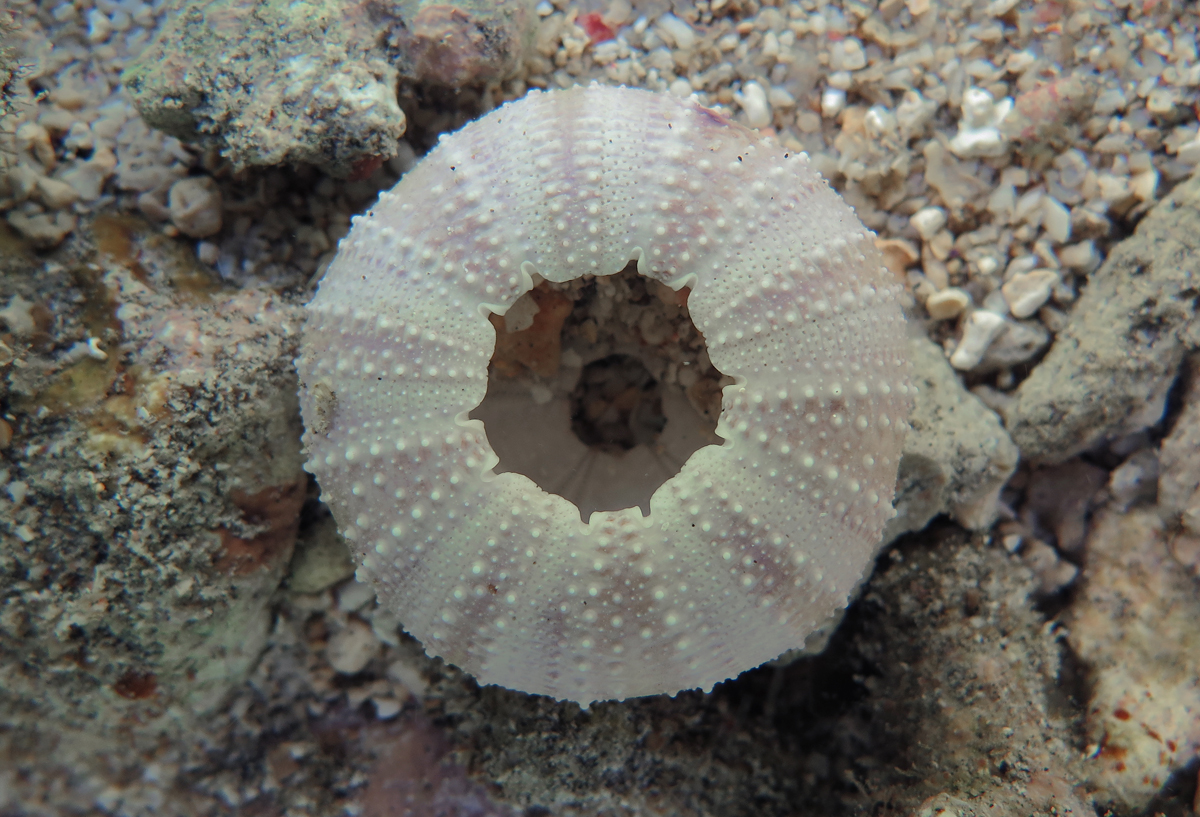
Face orale.
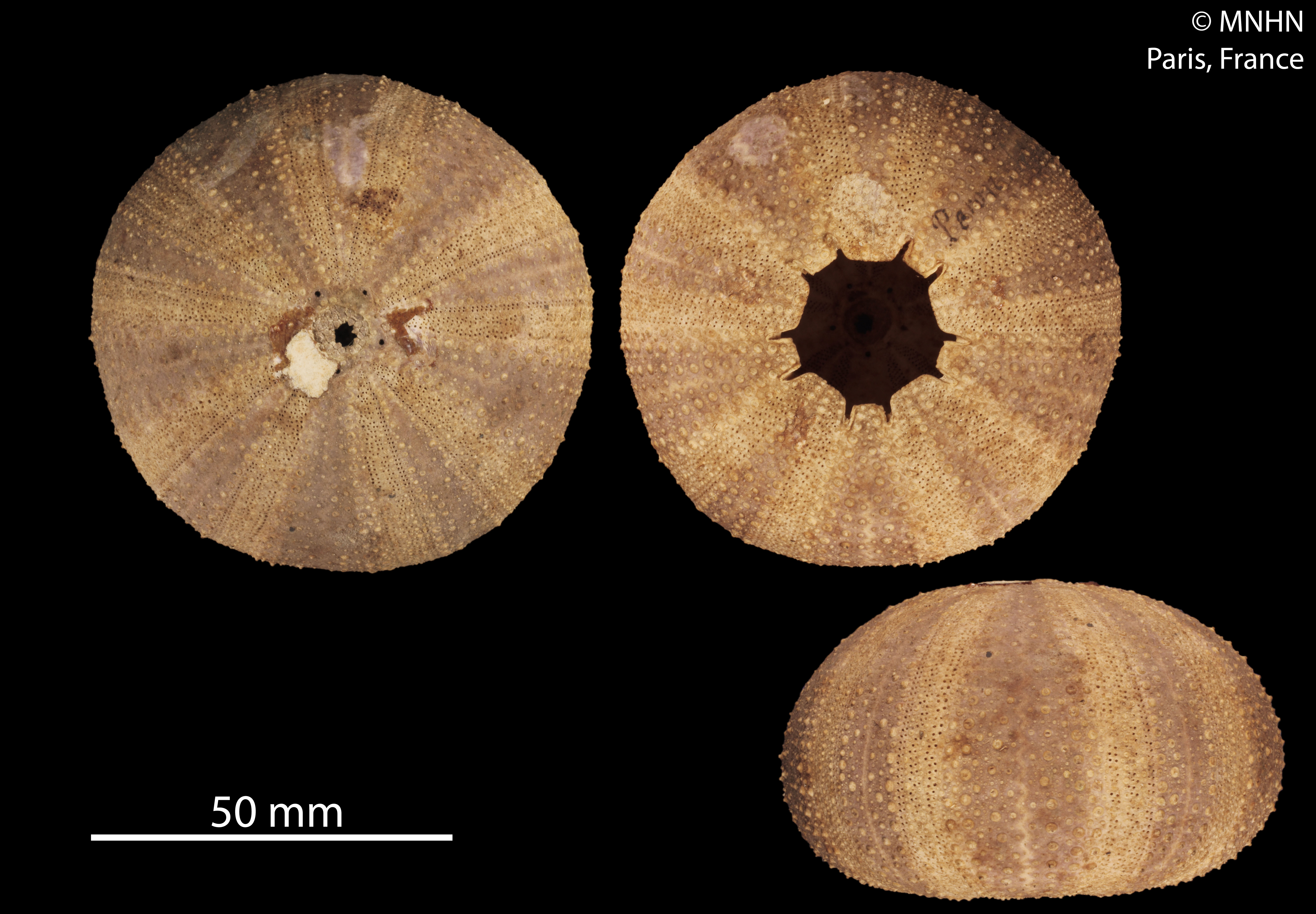
Spécimen de muséum (collection Lamarck, MNHN)

## Répartition
Cet oursin relativement commun se rencontre dans toute la zone tropicale du bassin indo-pacifique. On le trouve sur les fonds riches en algues (principalement dans les herbiers), entre la surface et 75 m de profondeur, mais essentiellement à faible profondeur.

## Écologie et comportement
Cet oursin végétarien est principalement un brouteur d'algues, notamment des phanérogames marines comme Thalassodendron ciliatum et Syringodium isoetifolium.
La journée, il se recouvre souvent de cailloux, d'algues et de débris pour se dissimuler. En cas de menace, cet oursin peut injecter un puissant venin contenu dans des pédicellaires particuliers, notamment au niveau du péristome.
La reproduction est gonochorique, et mâles et femelles relâchent leurs gamètes en même temps en pleine eau, où œufs puis larves vont évoluer parmi le plancton pendant quelques semaines avant de se fixer.
Cet oursin peut héberger certains symbiotes, comme les petites crevettes nettoyeuses du genre Periclimenes ou le crabe Zebrida adamsii, ou la minuscule crevette naine Gnathophylloides mineri, qui lui est un symbiote exclusif . 
Pour se protéger des prédateurs, ces oursins semblent capables de projeter un nuage de pédicellaires venimeux dans l'eau.

## Tripneustes gratillaet l'Homme
C'est un animal courant dans certaines régions où les herbiers sont importants, et où les fréquents attroupements ont une capacité de broutage considérable.
Il convient de se méfier de cet oursin car son camouflage le rend souvent très discret, et ses pédicellaires sécrètent un puissant venin (une lectine appelée TGL-I). L'envenimation provoque une réaction cutanée locale douloureuse accompagnée de nausées, myalgies et parfois d'un malaise général potentiellement dangereux ; ces symptômes peuvent persister jusqu'à 6h. Comme pour l'espèce Toxopneustes pileolus, les pédicellaires de cet oursin semblent toutefois incapables de percer l'épiderme épais de certaines régions du corps comme la paume des mains, et ils semblent donc pouvoir être manipulés sans trop de risque, les envenimations se faisant plutôt sur des peaux plus fines (bras, torse) ou abîmées.
Les toxines de cet oursin sont également étudiées par les biologistes pour leurs potentielles propriétés pharmaceutiques.
En dépit de sa venimosité, cet animal est aussi apprécié en aquariophilie marine tropicale pour ses belles couleurs et sa facilité d'élevage.
L'oursin bonnet de prêtre est comestible, et notamment consommé aux Philippines, où il est surtout un produit d'exportation important, en direction du Japon où sa consommation est extrêmement populaire. En ce qui concerne le territoire français, il est consommé à la Réunion. 

### Origine du nom
Son nom français fait naturellement référence à son test velouté et parfois très coloré ; dans le même esprit, il est parfois aussi appelé « oursin-mitre » ; son habitude de se couvrir de débris (et notamment de coquillages) lui vaut aussi le surnom, traduit de l'anglais, d'« oursin collecteur » (ou « collectionneur »). Son nom scientifique est d'origine obscure : tri = trois, pneo = poumons, ce qui pourrait faire référence aux plaques ambulacraires trigéminées (portant des triplets de paires de pores) de ce genre. Gratilla signifie « gracile » en latin. Il est appelé parson's hat urchin ou collector urchin en anglais.

## Sous-espèces
World Register of Marine Species (26 juin 2014) donne deux variétés géographiques pour cette espèce :

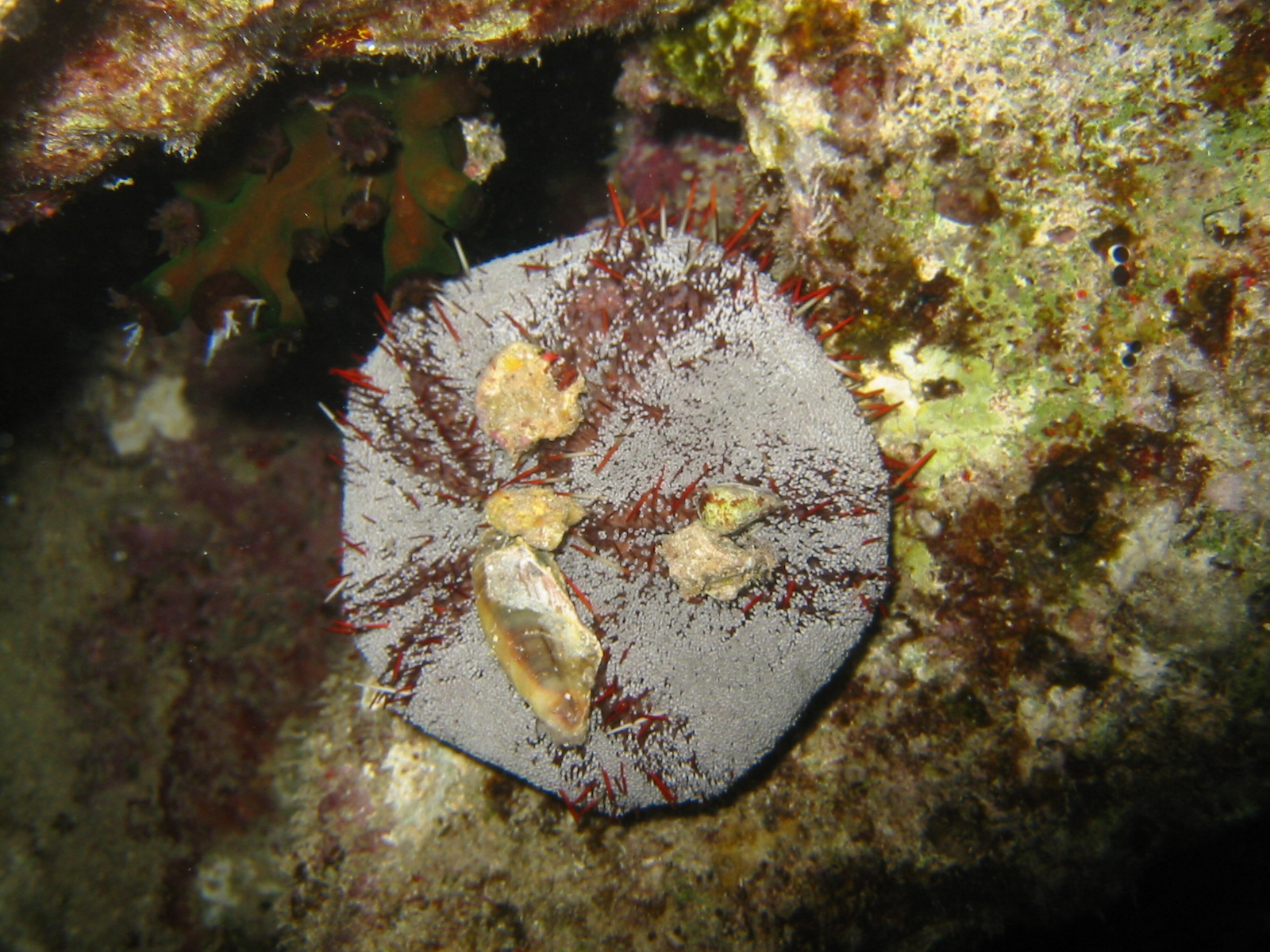
Tripneustes gratilla elatensis en Mer Rouge.

- sous-espèce Tripneustes gratilla elatensis Dafni, 1983 (Mer Rouge)
- sous-espèce Tripneustes gratilla gratilla (Linnaeus, 1758) (Indo-Pacifique).

La sous-espèce de mer rouge, Tripneustes gratilla elatensis, a été décrite par J. Dafni en 1983 : elle se caractérise par ses gros pédicellaires blancs et ses longs podias rouges ; elle a aussi beaucoup moins de radioles (parfois on n'en voit aucune sur l'animal vivant) et un péristome plus large. 
Les limites géographiques de ces deux sous-espèces sont encore mal connue, et probablement perméables. La sous-espèce de la Mer Rouge, aux couleurs souvent plus visibles, semble pouvoir supporter des salinités très élevées (jusqu'à 45 ppm à 15 °C). Cette espèce étant très largement répartie et morphologiquement très variable, il est possible que d'autres crypto-sous-espèces existent. 

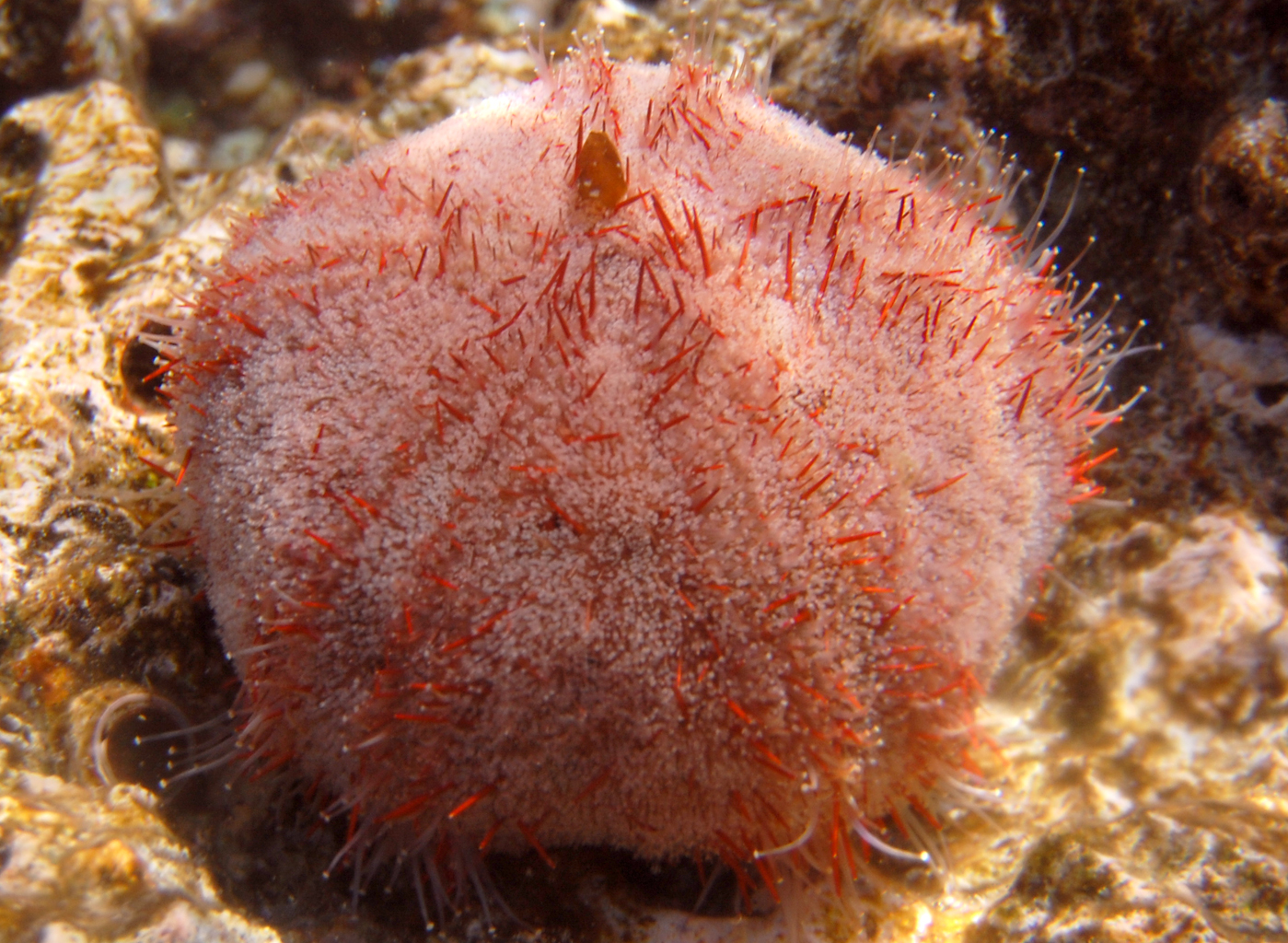
Tripneustes gratilla elatensis
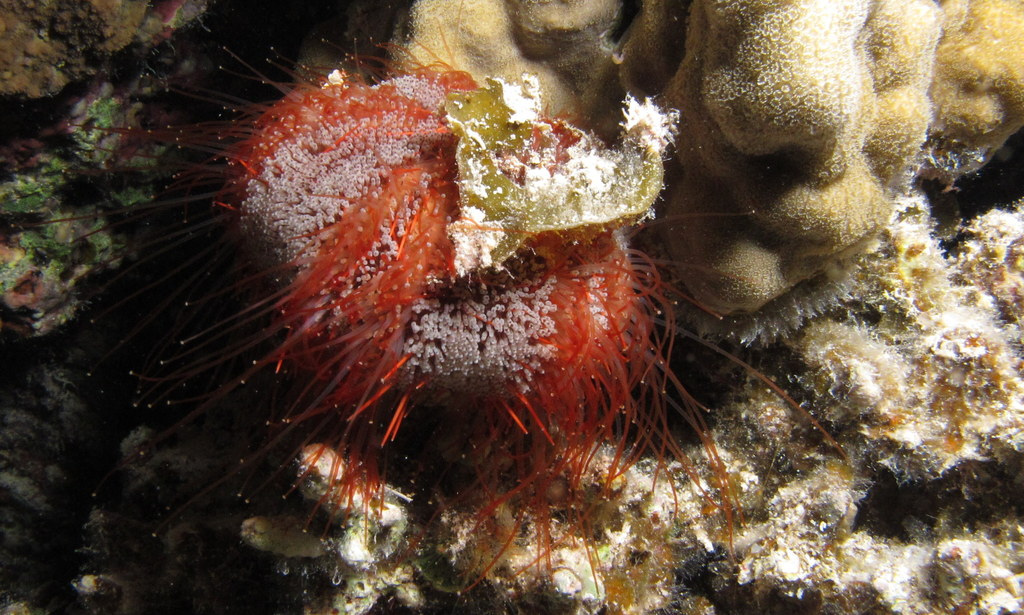
idem
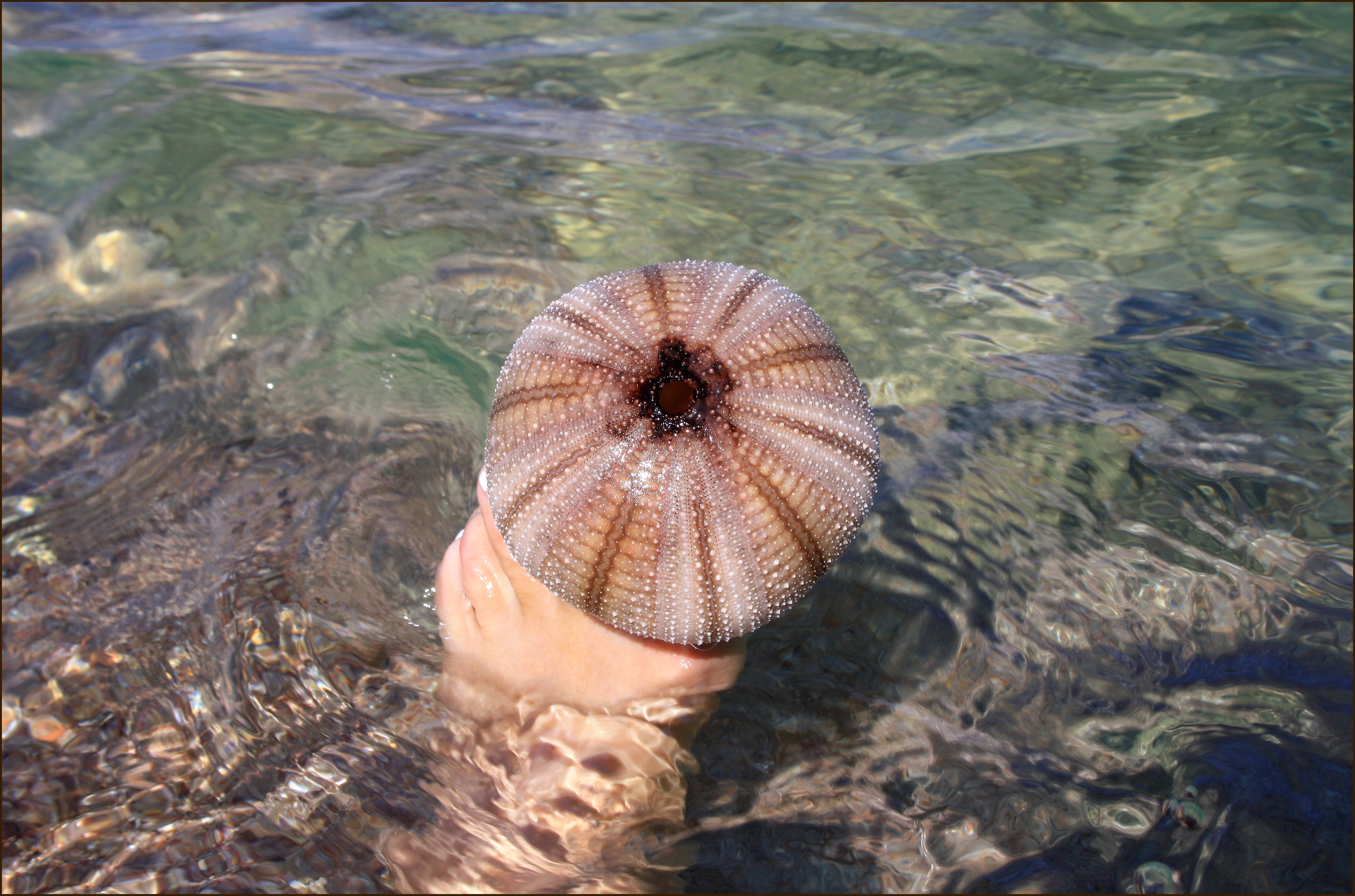
Test (squelette)